# Fußgängerbrücke Kroměříž
Die Fußgängerbrücke Kroměříž überbrückt die Morava in dem Ort Kroměříž in der Region Zlín in Ostmähren, Tschechien.
Die Spannbandbrücke ist 76 m lang und ungefähr 3,7 m breit. Ihre Spannweite beträgt 63 m.
Sie wurde 1984 gebaut – im gleichen Jahr wie die ähnlich konstruierte Trojská lávka (1984) in Prag, die im Dezember 2017 wohl wegen mangelnder Wartung einstürzte. Die Brücke in Kroměříž wurde daraufhin gesperrt. Bei einer gründlichen Untersuchung der Brücke stellten sich Korrosionsschäden heraus. Sie wurde darauf grundlegend saniert und durch außenliegende Spannglieder verstärkt.